# WinCDEmu
WinCDEmu是一款适用于Microsoft Windows的开源软件，用以挂载光盘镜像。它以驱动的形式安裝在Windows上，使用者可以用其读取CD或DVD映像，就如同在硬件上操作一般。WinCDEmu支持ISO映像、CUE、CCD、NRG、MDS以及RAW文件格式。

## 外部連結
- 官方网站
- Jon L. Jacobi. . PC World. 2 June 2009  [2013年8月21日]. （原始内容存档于2012年5月26日）.